# Ao Vivo em Goiânia (álbum de Maiara & Maraisa)
Ao Vivo em Goiânia é o primeiro álbum ao vivo da dupla sertaneja Maiara & Maraisa, gravado no Santafé Hall em Goiânia em 31 de março de 2015. Lançado em 4 de março de 2016 pela Som Livre, o álbum teve um repertório composto de 18 músicas, entre elas destacam-se "10%", "No Dia Do Seu Casamento" e "Medo Bobo".
Produzido por Eduardo Pepato, o álbum teve a participação dos cantores Cristiano Araújo (em sua penúltima participação em um DVD), Marília Mendonça e as duplas Jorge & Mateus e Bruno & Marrone.

## Lista de faixas
| CD/DVD         |                                               |                                                              |         |  |
| N.º            | Título                                        | Compositor(es)                                               | Duração |  |
| 1.             | "Show Completo"                               | Marília Mendonça Juliano Tchula Daniel Rangel Maraisa        | 2:39    |  |
| 2.             | "Quase um Casal"                              | Maiara Maraisa Thales Lessa J. Tchula M. Mendonça            | 2:58    |  |
| 3.             | "Você Se Transformou"                         | Maraisa Paulo Motta                                          | 3:13    |  |
| 4.             | "Mexidinho"                                   | Thallys Pacheco                                              | 2:29    |  |
| 5.             | "10%"                                         | Gabriel Agra Danillo Dávilla                                 | 2:54    |  |
| 6.             | "Se Olha no Espelho" (part. Cristiano Araújo) | Paula Mattos Marco Aurélio Adriana                           | 3:31    |  |
| 7.             | "No Dia do Seu Casamento"                     | M. Mendonça J. Tchula Maraisa                                | 2:59    |  |
| 8.             | "Fala a Verdade" (part. Jorge & Mateus)       | João Gustavo Hugo Sales                                      | 2:33    |  |
| 9.             | "Te Procurava de Novo"                        | M. Mendonça Elcio Di Carvalho J. Tchula T. Lessa             | 2:43    |  |
| 10.            | "Pessoa Errada"                               | M. Mendonça J. Tchula                                        | 3:25    |  |
| 11.            | "Sem Tirar a Roupa"                           | G. Agra M. Mendonça J. Tchula Maraisa                        | 3:13    |  |
| 12.            | "Dois Idiotas" (part. Bruno & Marrone)        | Maraisa M. Mendonça J. Tchula E. Carvalho Thomaz Léo Moreira | 3:22    |  |
| 13.            | "Motel" (part. Marília Mendonça)              | M. Mendonça J. Tchula Rangel Castro                          | 3:09    |  |
| 14.            | "Encontro Com o Passado"                      | M. Mendonça Maiara Maraisa                                   | 3:02    |  |
| 15.            | "Medo Bobo"                                   | J. Tchula Maraisa Vinícius Poeta Júnior Pepato Benício Neto  | 2:54    |  |
| 16.            | "A Luz de Velas"                              | Maiara Maraisa Luiz Henrique Dell                            | 2:59    |  |
| 17.            | "Turma do AA"                                 | T. Lessa Maiara Maraisa                                      | 2:36    |  |
| 18.            | "É Rolo"                                      | J. Tchula M. Mendonça Maraisa                                | 3:19    |  |
| Duração total: | Duração total:                                | Duração total:                                               | 53:58   |  |

## Desempenho nas paradas
| Paradas (2016)               | Melhor posição |
| ---------------------------- | -------------- |
| Brasil (iTunes Album Chart)  | 1              |
| Brasil (TOP 20 Semanal ABPD) | 1              |